# 克雷梅拉河
克雷梅拉河是意大利的河流，位於該國中部拉吉歐大區，最終注入提雷尼亞海，河道全長36.7公里，流域面積103平方公里，平均流量每秒5立方米。
41°59′14″N 12°29′52″E / 41.98722°N 12.49778°E